# Miyachi Genki
Genki Miyachi (sinh ngày 17 tháng 4 năm 1994) là một cầu thủ bóng đá người Nhật Bản.

## Sự nghiệp câu lạc bộ
Genki Miyachi đã từng chơi cho Nagoya Grampus và Matsumoto Yamaga FC.